# Pedrouzos (Mellid)
Pedrouzos (llamada oficialmente Santa Mariña de Pedrouzos) es una parroquia del municipio de Mellid, en la provincia de La Coruña, Galicia, España.

## Entidades de población
Entidades de población que forman parte de la parroquia:
- Fervedoiro (O Fervedoiro)
- Pedrouzos
- Santa Mariña
- Vilaverde

## Demografía
| Gráfica de evolución demográfica de Pedrouzos entre 2000 y 2018 |
|                                                                 |
| Población de derecho según el padrón municipal del INE          |